# Ernstbrunn (Herrschaft)
Die Herrschaft Ernstbrunn war eine Grundherrschaft im Viertel unter dem Manhartsberg im Erzherzogtum Österreich unter der Enns, dem heutigen Niederösterreich.

## Ausdehnung
Die Herrschaft, der weiters die Herrschaften Klement, Hagenberg, Michelstetten und Unterstinkenbrunn einverleibt waren, umfasste zuletzt die Ortsobrigkeit über Ernstbrunn, Dörfles, Göbmanns, Merkersdorf, Naglern, Kleinsitzendorf, Steinbach, Thomaßl, Maisbierbaum und Simonsfeld, weiters die zur Herrschaft Klement gehörenden Orte Klement, Nodendorf und Pyhra, dann die zur Herrschaft Hagenberg zählenden Orte Hagenberg, Altmanns, Fribritz, Wenzersdorf und Gnadendorf, weiters die zur Herrschaft Michelstetten gehörenden Orte Michelstetten, Eichenbrunn, Röhrabrunn und Zwentendorf sowie die der Herrschaft Unterstinkenbrunn angehörigen Orte Unterstinkenbrunn und Kleinbaumgarten. Der Sitz der Verwaltung befand sich im Schloss Ernstbrunn, Außenstellen gab es in den angegliederten Herrschaften.

## Geschichte
Als der letzte Fürst von Sinzendorf, Prosper von Sinzendorf im Jahr 1822 verstarb, erbte nach einem langen Erbschaftsstreit im Jahr 1828 der Generalmajor Heinrich LXIV. Fürst zu Reuß-Köstritz den Besitz. Er war der letzte Inhaber der Familienfideikommissherrschaft. Nachdem mit den Reformen 1848/1849 die Herrschaft aufgelöst wurde, befinden sich heute nurmehr die verbliebenen Güter im Besitz der Familie.